# Vaidas Mažeika

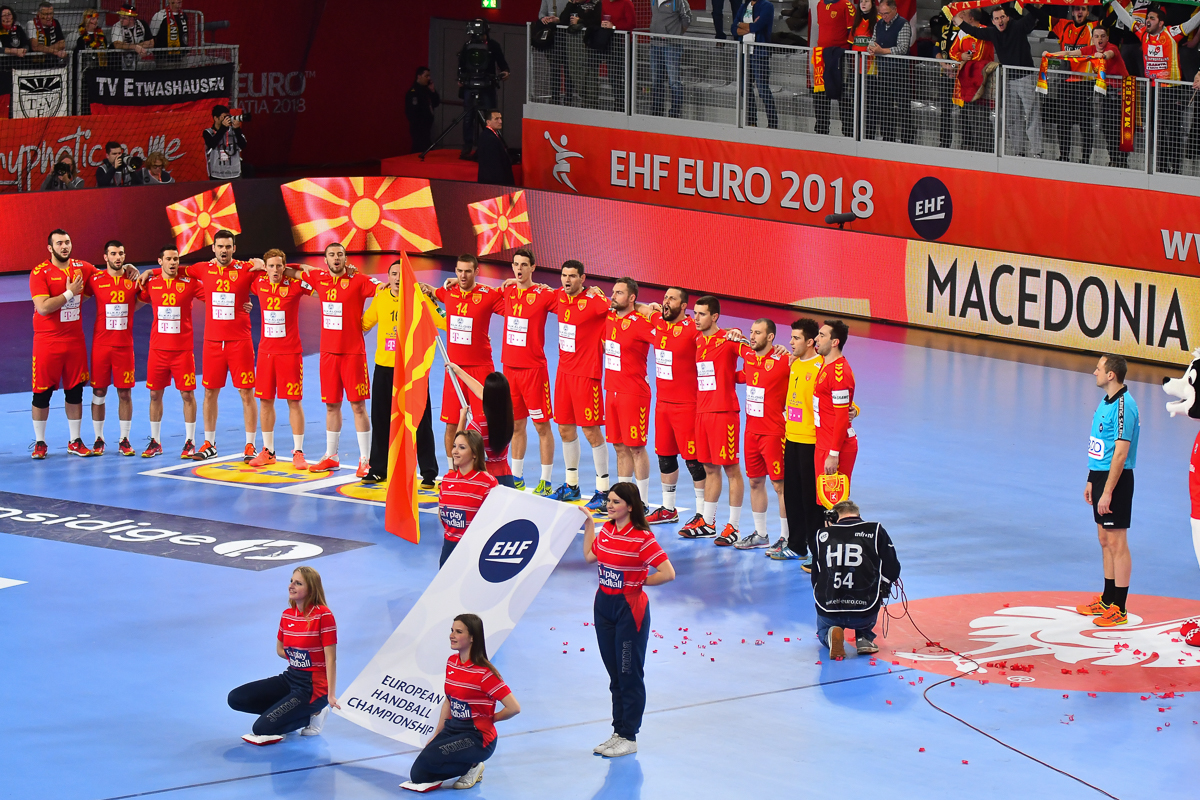
Vaidas Mažeika bei der Handball-EM 2018

Vaidas Mažeika (* 17. Mai 1978 in Alytus) ist ein litauischer Handballschiedsrichter.
Mažeika spielte von 1995 bis 2000 in der Handballmannschaft VERSA seiner Heimatstadt. Er absolvierte ein Diplomstudium bei LKKA in der zweitgrößten litauischen Stadt Kaunas. 
Gemeinsam mit seinem Partner Mindaugas Gatelis ist Mažeika seit vielen Jahren bei allen großen internationalen Turnieren im Einsatz, darunter bei der Weltmeisterschaft der Männer 2009 in Kroatien, bei der Weltmeisterschaft 2015 in Katar, bei der Weltmeisterschaft 2017 in Frankreich, bei der Europameisterschaft 2018 in Kroatien, bei der Europameisterschaft 2020 in Norwegen, Österreich und Schweden, bei der Europameisterschaft 2022 in Ungarn und der Slowakei, bei der Weltmeisterschaft 2023 in Polen und Schweden sowie bei der Europameisterschaft 2024 in Deutschland.